# Hermann Gröhe
Hermann Gröhe (Uedem, 25 febbraio 1961) è un politico tedesco.